# Султанат Исаак
Султанат Исаак (сомалийский: Saldanadda Isaaq, арабский: السلطنة الإسحاقية) — мусульманский султанат, существовавший на полуострове Сомали в 18-м и 19-м веках. Охватывал земли клана Исаак на территории современных Эфиопии и непризнанного государства Сомалиленда.

## История

### Предыстория
В традициях клана Исаак считается, что клан произошел в 12-м или 13-м веках от шейха Исхаака бин Ахмеда (Шейх Исхаак). Он был одним из ученых, которые пересекли море от Аравии до Африканского Рога. Шейх Исхаак поселился в прибрежном городе Майдх на северо-востоке современного Сомалиленда. Исхаак женился на двух местных женщинах, от которых он имел восемь сыновей.
К 1300-м годам клан Исаак объединился для защиты своих территорий и ресурсов во время конфликтов с другими кланами, а к 1600-м годам, после падения султаната Адаль, сомалийские земли разделились на многочисленные клановые государства, среди которых был и Исаак.
Самые ранние достоверные лидеры клана Исаак, упомянутые в сомалийской исторической литературе, появляются в книге «Футух аль-Хабаша» («Завоевание Абиссинии») историка Шихаба ад-Дина Ахмада аль-Джизани. В книге упоминаются два Гараада (правителя) — Ахмед Герри Сюсин и Давад, сыгравшие значительную роль на стороне Имама Ахмеда ибн Ибрагима аль-Гази во время Адало-эфиопской войны.
Согласно устной традиции, до 1750 клан Исаак управлялся Тол Дже’ло — династией потомков Ахмеда, старшего сына Шейха Исхаака. Эта династия правила на протяжении пятисот лет, начиная с 13-го века. Последний правитель Тол Дже’Ло Бокор Харун (сомал. Boqor Haaruun) был свергнут династией Гулед, возглавившей клан Исаак.

### Создание Султаната
В 18 веке Тол Дже’Ло начал терять контроль над Кланом Исаак. В результате этого клан оказался раздроблен. Однако в середине 18 века Династия Гулед, основанная султаном Гуледом из подклана Эйдагале клана Исаак, объединила Исаак после победоносной битвы при Лафарууге. Гулед был коронован как первый султан клана Исаак в июле 1750 года. Он правил султанатом вплоть до своей смерти в 1808 году.

### Спор о престолонаследии
Султан Гулед правил Исааком более 50 лет, до 1808. Когда он взошел на трон, он был ещё молодым. Как только здоровье султана Гуледа ухудшилось, между его 12 сыновьями возникла борьба за престолонаследие. Старшим сыном был Робле, а младшим — Дерия.
Поскольку Робле был старшим сыном, он должен был унаследовать престол. Однако Дуале (сводный брат Робле) посоветовал ему совершить набег на клан Огаден и захватить их скот. На самом деле Дуале хотел сообщить об этом сановникам Исаака, которые должны были присутствовать на его предстоящей коронации, с целью дискредитировать будущего султана и самому получить трон. Робле, не зная о заговоре и не возражая, осуществил набег. После того, как Дуале рассказал об этом сановникам, они исключили Робла из линии наследования и предложили короновать Джаму, его другого сводного брата. Маган, брат Робле, настоятельно подталкивал Джаму занять трон и не дать Дуале получить слишком много власти, однако Джама быстро отклонил предложение и предложил короновать Фараха, родного брата Дуале и сына четвёртой жены Гуледа Амбаро Миад Гадид. Впоследствии сановники клана Исаак короновали Фараха.

### Конфликт с Великобританией
Когда британское судно «Мэри Энн» попыталось пришвартоваться в порту Берберы в 1825 году, оно подверглось нападению, и несколько членов экипажа были убиты Исаак. В ответ Королевский флот установил блокаду города. В 1827, два года спустя, британцы предложили снять блокаду, которая остановила прибыльную торговлю Берберы, в обмен на компенсацию, но султанат отказался. После этого разразилась битва при Бербере. После победы в этой битве британцев, султанат Исаак должен был заплатить 15 000 испанских долларов.
В апреле 1855 года исследователь Ричард Бертон отправился на поиски истока Нила и разбил лагерь недалеко от Берберы. 19 апреля его лагерь подвергся нападению и разграблению султанатом Исаак. В ответ британские войска установили блокаду портового города Берберы. Это был второй военный конфликт Британии с султанатом после битвы при Бербере в 1827 году. Блокада прекратилась 9 ноября 1856 года после подписания договора между Британской Ост-Индской компанией и султаном Исаак.

### Война в Бербере
В середине 1840-х годов произошла война между двумя ветвями клана Исаак — Аял Ахмед и Аял Юнис — из подклана Хабр Аваль за то, кто будет контролировать Берберу. Султан Хасан Фарах (тогдашний султан Исаак) привел обе ветви к священной реликвии из гробницы Ав Баркхадле, где он их и помирил. По легендам, после этого они «поклялись не враждовать и жить как братья».
Контроль над Берберой позже перешел к амбициозному торговцу и политику Исаака Шармарке Али Салеху, который в конечном итоге стал губернатором и эмиром Зейлы (портового города) и Берберы от имени султана Хасана Фараха.

### Распад
Во время правления султана Фараха Гуледа подклан Хабр Юнис отделился от султаната Исаак и образовал султанат Хабр Юнис. Султан Хабр Юнис Дерия Сугулле объявил столицей нового государства город Вадхану. Султанат Хабр Юнис унаследовал прибыльные торговые пути, ведущие в горы Шейха и Бурао, от султаната Исаак, и достиг пика расцвета при султане Херси Амане, однако позже, в 1870-х, был охвачен гражданскими войнами.
Во время правления последнего правителя султаната Исаак Дерии Хассана напряженность между его подкланом Рер Гулед и другим подкланом Эйдагале была очень высокой.

### Египетское вторжение
В 1870 году Египетский хедиват вторгся на северный берег Сомали. В этом же году египтяне заняли Харгейсу. Они продолжили вторгаться в Берберу, Зейлу, Сагалло и Булхар. Захватив Берберу, Египет помог сделать её экономику процветающей и сделал её столицей хедивата в Восточной Африке. Хедиват построил маяки и улучшил прибрежные порты. Во время египетского правления сомалийцы контролировали торговый путь Зейла-Харар, а Оромо (местный народ) владели торговым путем Бербера-Харар.
В 1884 году египтяне и подклан Исаак Хабр Аваль сожгли несколько деревень подклана Бурсуук, в отместку за это Бурсуук напали на караваны Хабр Аваль на пути в Берберу. Хабр Аваль убили губернатора Берберы Абд-аль Рахман Бея. Они сделали это, потому что по приказу Абд-аль Рахмана был убит торговец из подклана Хабр Аваль. В 1884 году британцы подписали соглашение с Хабр Авалем, которое позволило британцам присутствовать в Бербере. В октябре 1884 года египтяне покинули Берберу, уступив её Великобритании.

### Вхождение в Британский Сомалиленд
К началу 1880-х годов султанат Исаак был почти полностью колонизирован Великобританией, хотя султан все ещё пользовался авторитетом среди клана Исаак. В 1884—1886 годах британцы подписали договоры с прибрежными подкланами, получив часть их территорий. Султан Дерия Хассан оставался фактическим правителем Харгейсы и её окрестностей. Почти вся территория бывшего султаната вскоре вошла в Британский Сомалиленд.

## Экономика
Султанат имел крепкую экономику, и торговля была значительной в главном порту Бербера, а также на востоке вдоль побережья. Торговая ярмарка в Бербере проходила каждый год, и десятки тысяч Исаак приезжали в город торговать.